# Rabosa (peix)

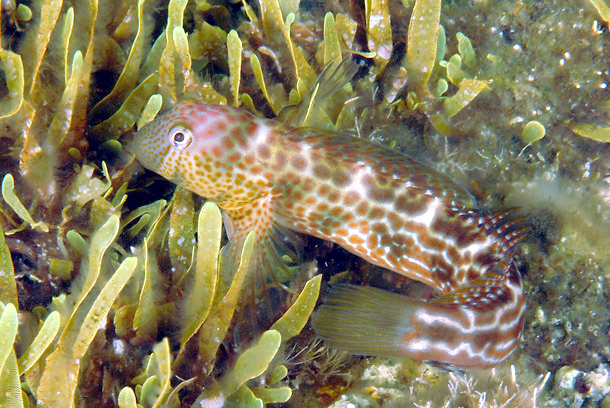
Un altre exemplar de la Toscana

La rabosa (Lipophrys canevae) és una espècie de peix de la família dels blènnids i de l'ordre dels perciformes.

## Morfologia
- Els mascles poden assolir 7,5 cm de longitud total.[1][2]

## Reproducció
És ovípar.

## Hàbitat
És un peix marí que viu entre 0-2 m de fondària.

## Distribució geogràfica
Es troba al sud de Portugal i a la mar Mediterrània.